# Трійчате (станція)
Трійчате — проміжна залізнична станція Харківської дирекції Південної залізниці на електрифікованій лінії Мерефа — Лозова між станціями Безпалівка та Златопіль. Розташована в однойменному селищі Лозівського району Харківської області. 

## Історичні відомості
У 1860—1870 роках була побудована залізниця Курсько-Харківсько-Севастопольська залізниця і лише у 1869 року поблизу села Берека побудований роз'їзд, який згодом перетворився на залізничну станцію. Назва станції походить від назви татарської миловидної квітки «трій». 
Під час Другої світової війни на станції Трійчате чимало разів тривали запеклі бої. У 1941 році троє радянських партизан підірвали залізничне полотно, внаслідок чого був пущений під укіс німецький ешелон з солдатами і військовою технікою на перегоні Трійчате — Безпалівка (на 313-му км). 
У 1958 році станція електрифікована постійним струмом (=3 кВ) в складі дільниці Мерефа — Лозова.

## Пасажирське сполучення
На станції Трійчате зупиняються приміські електропоїзди Харківського та Лозівського напрямків.